# Raptors 905
O Raptors 905 é um clube de basquetebol profissional canadense sediado em Mississauga, Ontario. É afiliado ao Toronto Raptors. Eles jogam na Conferência Leste na NBA Development League (NBA D-League), uma liga pra jogadores em desenvolvimento para subir à National Basketball Association (NBA).

## História
Foi fundado em 2015.